# Диадумен (статуя)
«Диадумен» (др.-греч. δίαδυµενος) — «Юноша, увенчивающий себя победной повязкой (диадемой)») — статуя древнегреческого скульптора Поликлета, созданная около 430 года до н. э.

## Иконография

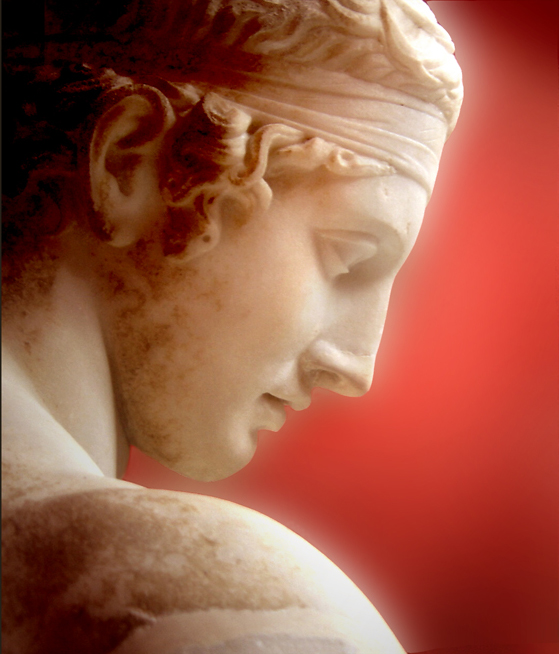

Бронзовый оригинал, вероятно, стоял в святилище — в Олимпии или в Дельфах, там, где регулярно проводились спортивные состязания. Диадумен — это значит «спортсмен-победитель». Он надевает на голову повязку — награду. Повязка была из красной шерсти и прилагалась к победному венку (или короне из листьев). В Олимпии это были оливковые ветви, в Дельфах — лавровые, в Коринфе — сосновые, а в Немее — эту корону сплетали из дикого сельдерея. (На современных Олимпийских играх довольствуются медалями. Хотя, возможно, лента медалей имеет какую-то связь с той повязкой).

## Особенности статуи
Статуя Диадумена выполнена в размере заметно превышающем обычный рост человека того времени — 185,42 см (общая высота скульптуры с постаментом — 195 см). Атлет представлен в любимом Поликлетом лёгком движении, полным душевного покоя и внутренней сосредоточенности. Статуя создана позднее знаменитого Дорифора, в период, когда скульптор находился в Афинах, вероятно, под воздействием мастеров аттической школы. Пропорции скульптуры утончённее знаменитого «Канона», статуя отличается более сильным пластическим движением, кажущимся даже манерным. Однако постановка фигуры с переносом тяжести тела на одну ногу всё та же, поликлетовская. Такая постановка создаёт контрапост и, как его результат, сильно выраженную S-образно изогнутую линию, проходящую сверху вниз: от ярёмной ямки между ключицами до внутренней лодыжки опорной ноги. Она откликается другими пластическими связями, которые обобщённо именуют хиазмом.

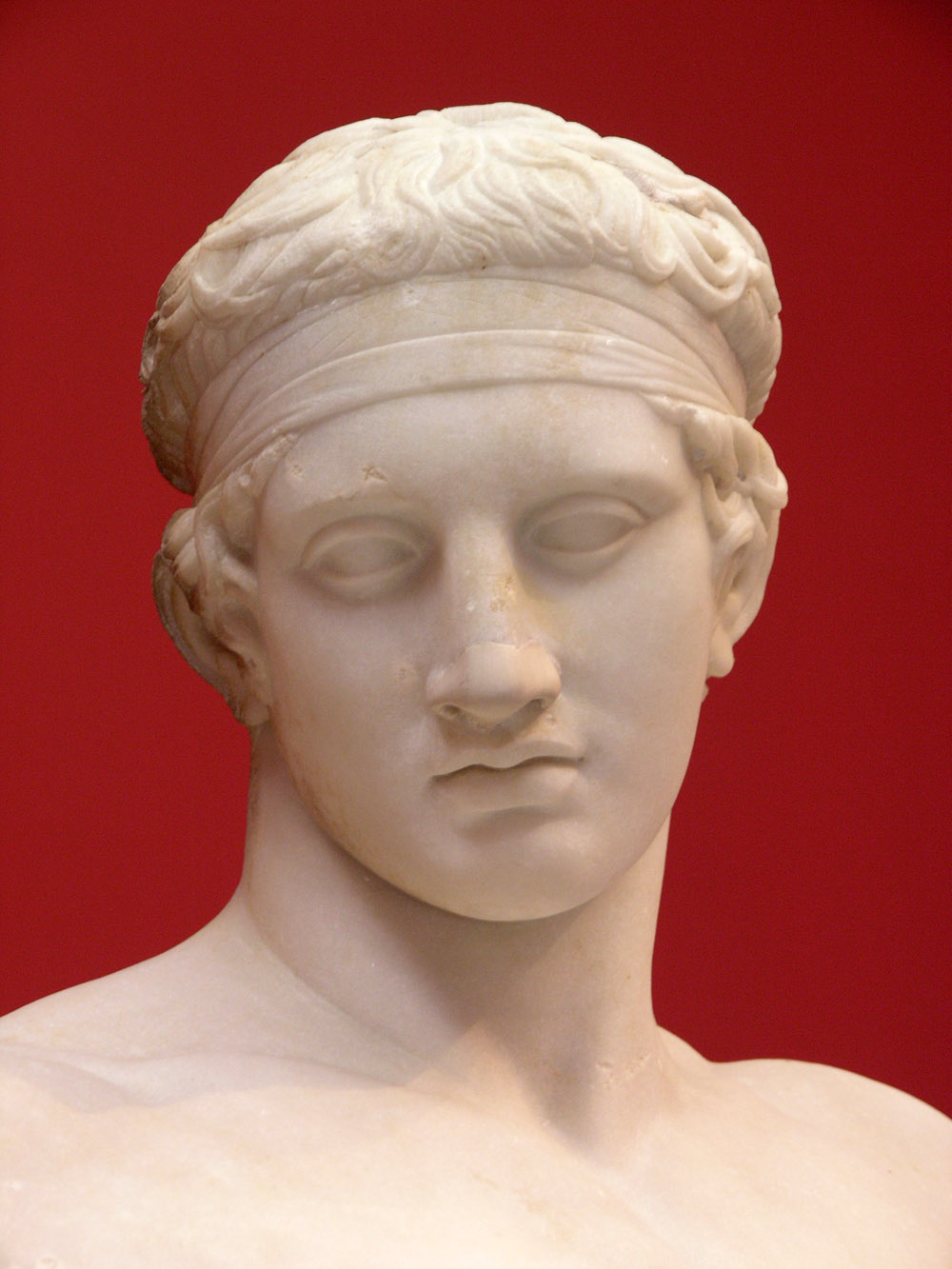
Голова статуи Диадумена. 100 год до н. э. Мрамор. Афины, Национальный археологический музей

## Сохранившиеся копии
Дошел до нас во многих копиях (насчитывают около сорока) — в Национальном археологическом музее в Афинах, Галерее Уффици, Метрополитен-музее и проч.
- Торс в Лувре;
- Копия в Британском музее (т. н. Диадумен из Везона[англ.], ок. 50 года до н. э.). Была найдена в римском амфитеатре Везон-ла-Ромена и продана в 1870 году в Англию, так как Лувр из-за дороговизны отказался её купить.
- Копия в Национальном археологическом музее Афин, без рук;
- 2 копии в Метрополитен-музее — одна без рук, вторая — торс без головы и рук, но с ногами;
- Одна из лучших по сохранности римских копий находилась в коллекции Рудольфа Нуреева, в его нью-йоркской квартире в «Дакота-билдинг». Была продана с аукциона Christie's в январе 1995 года.

Современная бронзовая копия этой статуи установлена у входа в Олимпийский музей в Лозанне.
Фарнезийский Диадумен (Анадумен) в Британском музее является ответом на статую Поликлета, выполненную Фидием, — то есть не копией, а самостоятельным произведением.